# Муха Степан Несторович
Му́ха Степа́н Не́сторович (27 грудня 1930, селище Підгородне, тепер місто Дніпропетровського району Дніпропетровської області — 11 березня 1993, місто Київ) — партійний і державний діяч СРСР, голова Комітету державної безпеки Української РСР. Кандидат у члени ЦК КПУ в 1976—1981 р. Член ЦК КПУ в 1981—1990 р. Кандидат у члени Політбюро ЦК КПУ в жовтні 1982 — липні 1987 р. Депутат Верховної Ради УРСР 9—10-го скликань. Депутат Верховної Ради СРСР 11-го скликання.

## Біографія
Народився 1930 року в селищі Підгородному Дніпропетровської округи (нині місто Дніпропетровського району Дніпропетровської області) в родині робітника.
У роки німецько-радянської війни жив у евакуації в Сталінградській, потім в Саратовській областях. У 1949 році закінчив середню школу.
Трудову діяльність розпочав у 1949 році інспектором Веселівського районного відділу культосвітньої роботи Запорізької області.
У 1950 році поступив на автотранспортний факультет Запорізького інституту сільськогосподарського машинобудування, який закінчив у 1955 році за фахом інженер-механік.
Член КПРС з 1955 року.
З серпня 1955 року — майстер механічного цеху № 20, комсорг ЦК ВЛКСМ Дніпропетровського машинобудівного заводу.
З 1956 року — 1-й секретар Красногвардійського районного комітету ЛКСМУ міста Дніпропетровська, з грудня 1957 року — 2-й секретар Дніпропетровського міського комітету ЛКСМУ.
З серпня 1958 року — заступник завідувача відділу комсомольських організацій ЦК ЛКСМУ.
У листопаді 1959 — червні 1961 року — 1-й секретар Чернігівського обласного комітету ЛКСМУ.
У 1961–1962 роках перебував на Кубі в складі сільськогосподарської делегації.
З січня 1963 року — 2-й секретар Чернігівського міського комітету КПУ.
18 січня 1966 — 24 червня 1970 року — голова виконавчого комітету Чернігівської міської ради депутатів трудящих.
У 1970–1971 роках — завідувач промислово-транспортного відділу Чернігівського обласного комітету КПУ.
У червня 1971 — вересні 1973 року — інспектор ЦК КПУ. Постановою ЦК КПУ направлений на роботу в органи КДБ УРСР.
У вересні 1973 — січні 1975 року — заступник голови Комітету державної безпеки при Раді Міністрів Української РСР.
У січні 1975 — червні 1982 року — 1-й заступник голови Комітету державної безпеки Української РСР.
3 червня 1982 — 21 травня 1987 року — голова Комітету державної безпеки Української РСР. З травня по червень 1987 року був у розпорядженні Управління кадрів КДБ.
У 1987 році звільнений у запас.
У вересні 1987 — вересні 1988 року — радник при Раді Міністрів Української РСР.
З грудня 1988 року — заступник директора Інституту кібернетики імені Глушкова Академії наук Української РСР з цивільної оборони.

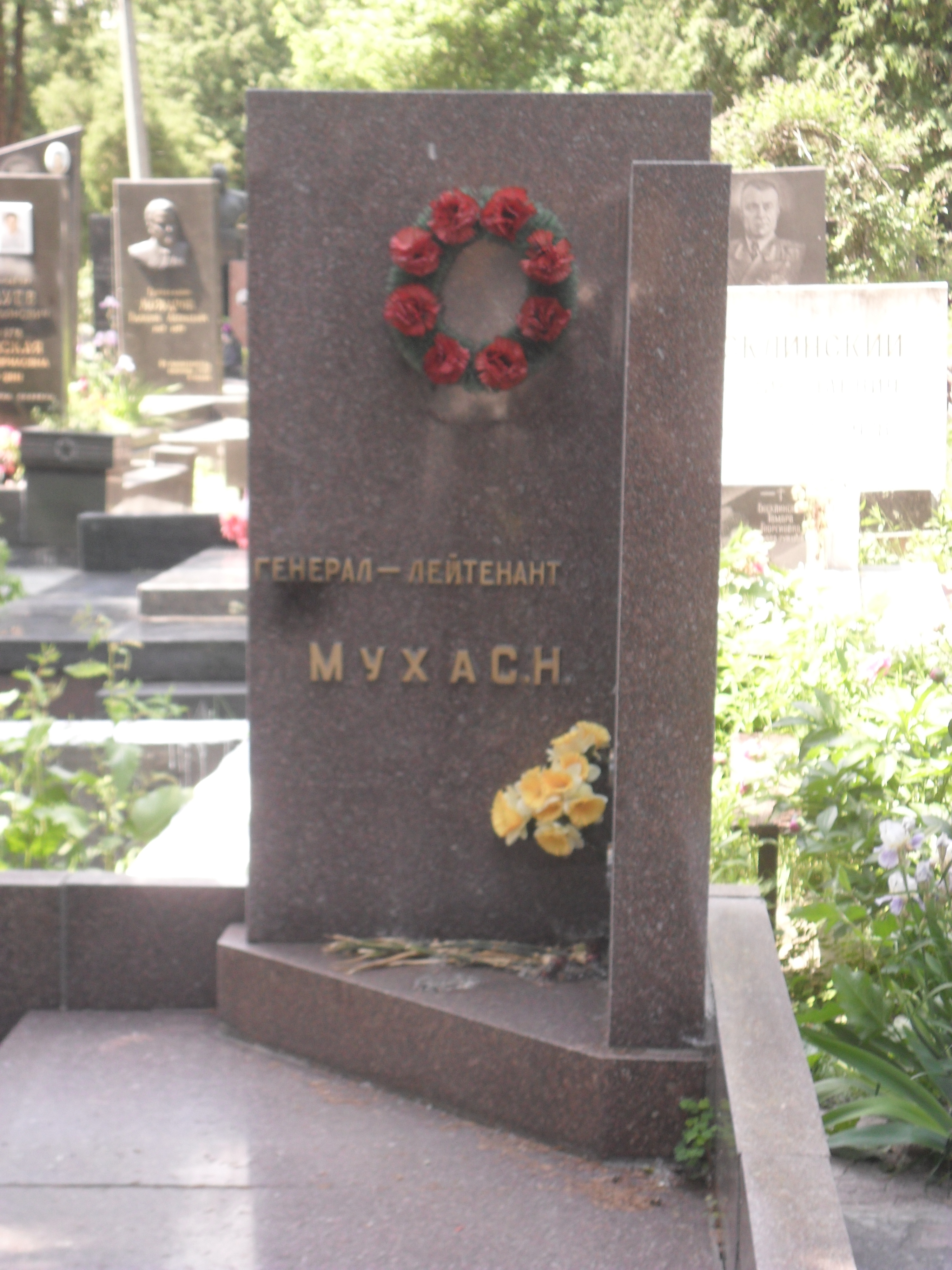
Могила Степана Мухи

Проживав у Києві. Помер 11 березня 1993 року у Києві.

## Нагороди
Нагороджений орденами Червоного Прапора (1985), Жовтневої Революції (1977), трьома орденами «Знак Пошани» (1959, 1966, 1977).

## Звання
- молодший інженер-лейтенанта запасу (1955)
- майор запасу (1969)
- полковник (1973)
- генерал-майор (1975)
- генерал-лейтенант (1980)